# 비티게스

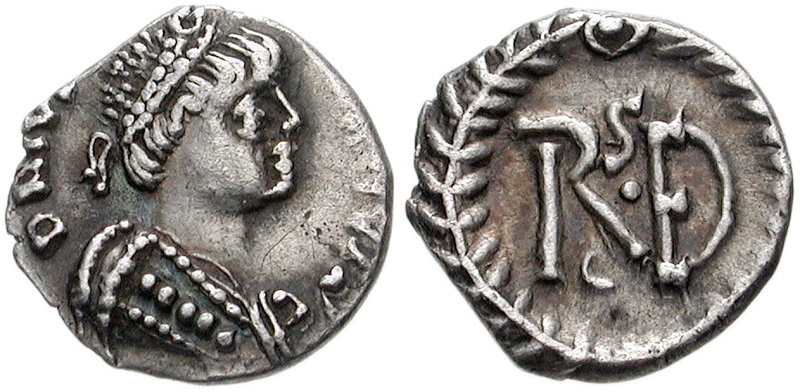

비티게스(Witiges 혹은 Vitiges, ? ~ 540년, 재위 536년 ~ 540년)은 동고트 왕국의 제4대 국왕으로, 아말라순타의 딸 마테수엔타와 결혼했다. 제3대 국왕 테오다하드가 왕위에 오르며 제2대 국왕이자 형부인 아탈라릭의 섭정으로 있던 장모 아말라순타를 살해하자 그 복수로 테오다하드를 살해하고 왕이 되었다.
비티게스의 치세가 시작된 536년, 동로마 제국의 장군 벨리사리우스가 동고트 왕국을 쳐 나폴리와 로마를 수복하고 540년 동고트 수도인 라벤나까지 점령당했다.
마테수엔타와 비티게스는 콘스탄티노폴리스로 끌려가 비티게스는 그 자리에서 처형당했고 마테수엔타는 유스티니아누스 1세 황제의 사촌 게르마누스와 재혼했다.
| 전임 테오다하드 | 제4대 동고트 왕국의 국왕 536년 ~ 540년 | 후임 일디바드 |